# Paracyathus defilippi
Espèce
Paracyathus defilippi est une espèce de coraux de la famille des Caryophylliidae.

## Taxonomie
Pour le WoRMS, ce taxon est invalide et synonyme de Paracyathus pulchellus (Philippi, 1842).

## Étymologie
Son nom spécifique, defilippi, lui a été donné en l'honneur de De Filippi, directeur du musée zoologique de Turin.

## Publication originale
Édouard Placide Duchassaing de Fontbressin et Giovanni Michelotti, Mémoire sur les coralliaires des Antilles, Turin, Imprimerie royale de Turin, 1860, 260 p. (lire en ligne), p. 60.